# Tag (cómic)
Tag (Brian Cruz) es un mutante que aparece en los cómics publicados por Marvel Comics. Apareció por primera vez en New Mutants, vol. 2 # 7 y fue miembro del cuerpo de estudiantes del  Instituto Xavier y del equipo  Los Infernales en el mismo.

## Biografía ficticia del personaje
Brian Cruz llegó al escuadrón de Emma Frost después de que el Instituto fuera reconstruido. Se unió a Los Infernales y asumió el nombre en clave de "Tag". Él nunca cuestionó a Infernal y siempre siguió sus planes.
Tag aparece en los Nuevos X-Men: Infernales serie que debutó en octubre de 2005. Mientras estaba de vacaciones en la casa de los padres de Julian el escuadrón tropezará con los planes secretos del Hacedor de Reyes. En un ritual aparentemente mágico, Tag y los otros dicen su nombre completo por teléfono después de guardar un número oculto en una caja fuerte. Un hombre llamado el Creador de Reyes aparece poco después y convence al grupo de que puede concederles los deseos de su corazón a cambio de un favor más tarde. Tag se convierte en el asesor laboral de sus amigos; este es su deseo concedido por su nuevo aliado. Brian simplemente no quería perder a sus amigos después de que se hicieran famosos. Sin embargo, el posterior favor resulta ser el robo de un arma biológica. Antes de que se den cuenta de las implicaciones inmorales, el grupo se enfrenta a  Iguana y  Paladín. Más tarde se volverán en su contra. A pesar de que el Creador de Reyes es físicamente formidable (puede neutralizar los poderes de Tag) Los Infernales se recuperan y destruyen el arma.
Después de que la mayoría de los mutantes del mundo perdieran sus poderes tras el  Día M, Emma Frost decidió que sería mejor que los estudiantes sin poderes abandonaran la escuela. Mientras que algunos se fueron pronto, Tag intento estar en la mansión el mayor tiempo posible. Después de que él y otros mutantes (incluyendo  Dríada y  Red) se despidieran de sus amigos, subieron a un autobús del Instituto. Sin embargo, el autobús fue destruido por un misil lanzado por los  Purificadores de William Stryker. Brian y todos los demás que estaban en el autobús fueron asesinados.

## Poderes y habilidades
Tag podía "etiquetar" a otras personas haciendo que emitieran una señal psiónica a los que les rodeaban y obligándolos a huir del etiquetado. En la miniserie Infernales desarrolló aún más sus habilidades para hacer que las personas acudieran a un individuo etiquetado. Luego descubre que puede hacer esto también a los objetos inanimados. Sus poderes pueden ser rechazados por aquellos con entrenamiento mental.

## Otras versiones

### Dinastía de M
Tag apareció en Diezmados y tuvo un enamoramiento no correspondido con  Quentin Quire. Cuando Quire se suicidó, Cruz tuvo dudas y comenzó a investigar la muerte de su amigo. Cruz termina salvando a  Douglas Ramsey y  Shan Coy Manh de Sean Garrison "etiquetándolo" y haciéndole huir de sí mismo, lo que le lleva a saltar por la ventana y morir.